# Battaglia di Varsavia (1705)
La battaglia di Varsavia, anche nota come battaglia di Rakowitz, venne combattuta il 31 luglio 1705 nell'ambito dei più vasti eventi della grande guerra del Nord: una forza di cavalleria al comando del generale Otto Arnold von Paykull, composta da truppe dell'Elettorato di Sassonia e della Confederazione polacco-lituana fedeli al re Augusto II di Polonia, mosse sulla capitale polacca Varsavia al fine di ostacolare l'insediamento di un nuovo monarca favorevole alla Svezia; le truppe di Paykull furono affrontate da una piccola forza svedese comandata dal generale Carl Nieroth, che le inflisse una netta sconfitta.

## Antefatti
Dopo l'importante vittoria conseguita ai danni dei sassoni e dei loro alleati russi nella battaglia del Düna (19 luglio 1701), le forze del re Carlo XII di Svezia si aprirono la strada alla volta dei territori della Confederazione polacco-lituana: l'intenzione di Carlo era quella di deporre dal trono di Varsavia Augusto II, principe elettore di Sassonia e al tempo stesso monarca della Confederazione, il quale costituiva uno dei pilastri della coalizione anti-svedese che aveva dato avvio alla grande guerra del Nord. Le esperte truppe svedesi furono ben presto capaci di ottenere molti successi sul campo di battaglia ai danni delle forze polacco-sassoni di Augusto II: il 19 luglio 1702 Carlo ottenne un'importante vittoria nella battaglia di Klissow, seguita poi da un secondo successo nella battaglia di Pułtusk (1º maggio 1703); i continui successi degli svedesi portarono ben presto molti sostenitori dalla loro parte, e il 14 febbraio 1704 una "confederazione" di magnati e notabili polacchi riuniti a Varsavia proclamò la destituzione di Augusto II dal trono della Confederazione eleggendo poi al suo posto, il 12 luglio seguente, il nobile polacco Stanislao Leszczyński, fedele alla causa svedese. Augusto II e parte della nobiltà polacco-lituana si rifiutarono però di riconoscere l'elezione, e gli svedesi dovettero impegnarsi a fondo per sostenere il traballante regime di Leszczyński.
Nel luglio del 1705 le forze polacco-sassoni di Augusto II e quelle del suo alleato Pietro I di Russia intrapresero una vasta campagna per schiacciare le forze svedesi in Polonia e deporre Leszczyński dal trono di Varsavia: elaborato dal principe Johann Patkul, consigliere di Augusto, il piano prevedeva un'offensiva in Curlandia da parte delle truppe russe sotto il comando del generale Boris Petrovič Šeremetev per tenere impegnata l'armata svedese del generale Adam Ludwig Lewenhaupt ivi dislocata e contemporaneamente proteggere la marcia di una seconda forza russa sotto il generale Georg Benedict Ogilvy, inviata ad invadere la Polonia orientale e a occupare la piazzaforte di Grodno; qui Ogilvy sarebbe stato in grado di tenere impegnata la principale armata svedese comandata dallo stesso Carlo XII abbastanza a lungo da permettere alle truppe sassoni del generale Johann Matthias von der Schulenburg provenienti da ovest di compiere una manovra aggirante passando per Cracovia e quindi prendere gli svedesi alle spalle, schiacciandole contro i russi avanzati da est in una tipica manovra "incudine e martello". A completamento di questa manovra, una forza polacco-sassone di truppe a cavallo comandata dal generale livone Otto Arnold von Paykull avrebbe lanciato una puntata frontale contro la stessa Varsavia, al fine di interrompere le cerimonie per l'incoronazione di Leszczyński e metterne in fuga i sostenitori.
Il complesso piano fu quindi messo in atto all'inizio del luglio del 1705, e un totale di 120 000 soldati si mosse contro circa 40 000 svedesi; in base a quanto pattuito, i russi si mossero per primi e il 26 luglio le forze di Šeremetev ingaggiarono le forze di Lewenhaupt nella battaglia di Gemauerthof: il generale svedese fu però in grado di reggere all'assalto dei russi e a infliggere loro pesanti perdite, prima di ritirarsi verso le sicure fortificazioni del porto di Riga. Contemporaneamente, Paykull lanciò la programmata puntata offensiva in direzione di Varsavia, difesa da una piccola forza svedese comandata dal generale Carl Nieroth: le due armate ingaggiarono quindi battaglia nelle vicinanze della capitale polacca, appena cinque giorni dopo lo scontro di Gemauerthof.

## La battaglia

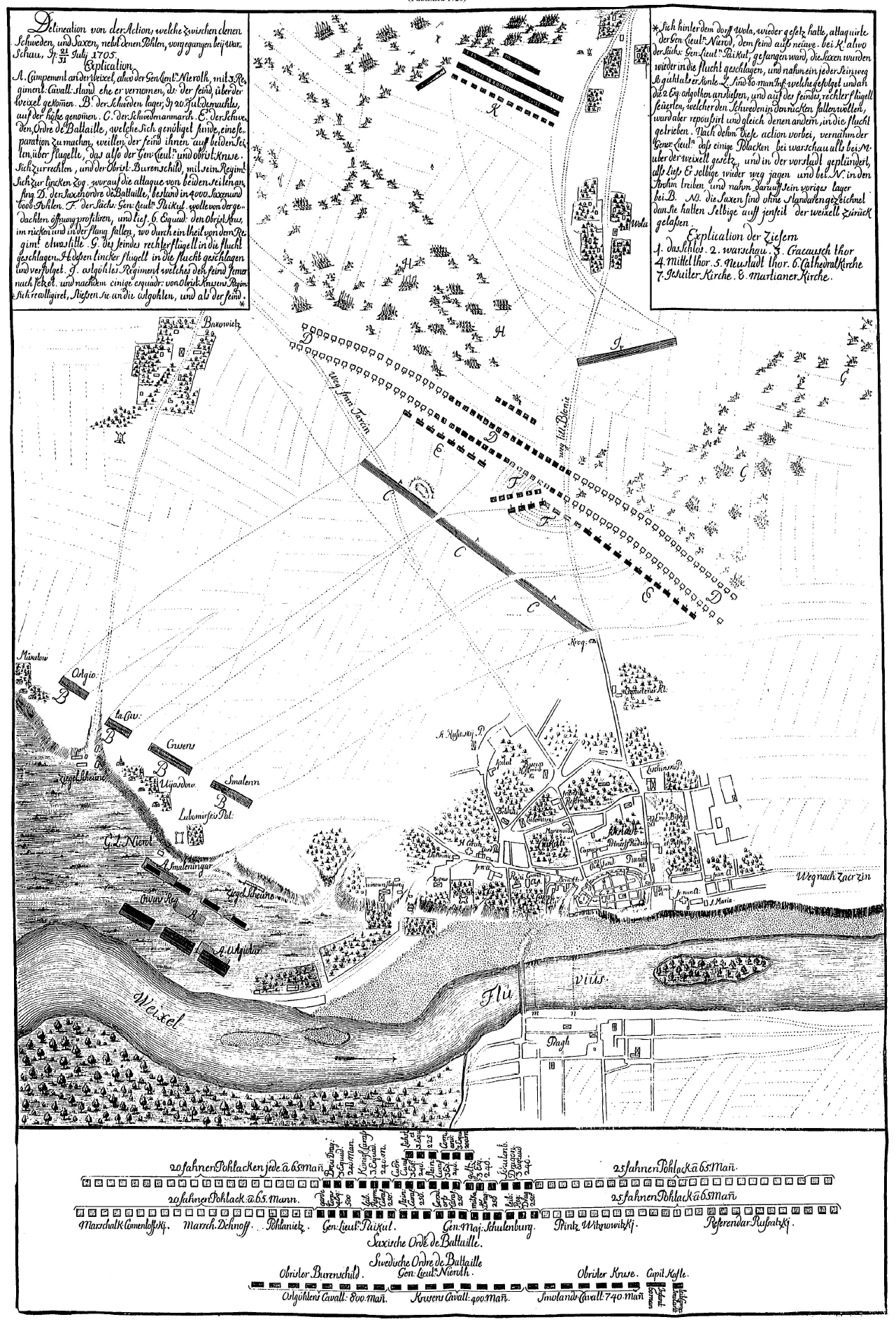
L'andamento della battaglia in una stampa dell'epoca.

La piccola forza svedese posta a protezione di Varsavia ammontava a tre reggimenti di cavalleria per un totale di circa 1 940 cavalieri, e un minuscolo distaccamento di fanteria di 60 uomini; all'opposto, Paykull disponeva di 3 500 corazzieri sassoni e circa 6 000 cavalieri polacchi. Nieroth aveva inviato in ricognizione nelle vicinanze della città due unità di 180 uomini ciascuna, e la sera del 30 luglio un distaccamento di 20 svedesi guidati da un ufficiale di nome Bonde incappò nei 500 cavalieri polacchi dell'avanguardia della forza di Paykull, intenti ad attraversare il fiume Vistola: Bonde si lanciò subito all'attacco, ma la netta inferiorità numerica portò ben presto all'annientamento del distaccamento svedese. Poco dopo, i restanti 160 cavalieri dell'unità di ricognizione svedese tentarono una nuova carica contro i polacchi intenti a guadare il fiume, ma il peso dei numeri ancora una volta decise il breve scontro; diversi cavalieri svedesi furono però capaci di sganciarsi e rientrare alla base, mettendo in allerta il resto dell'armata di Nieroth.
La mattina del 31 luglio le due armate si fronteggiarono davanti Varsavia. Nieroth optò subito per una carica frontale della numericamente superiore forza polacco-sassone, dividendo le sue forze in due ali visto che gli svedesi erano parzialmente circondati; da destra a sinistra, gli svedesi allineavano il Reggimento Upplands tremännings (400 uomini), il Reggimento Smålands cavalleria (740 uomini) e il Reggimento Östgöta cavalleria (800 uomini), con il distaccamento di 60 fanti del Reggimento Skaraborgs fanteria nascosto in un campo di segale nelle vicinanze pronto per un attacco a sorpresa.
La carica iniziale del Reggimento Smålands al centro ottenne subito un netto successo, mettendo in rotta quasi 3 000 cavalieri lituani che furono poi inseguiti per almeno 20 chilometri; le altre due unità svedesi, invece, si trovarono in difficoltà dopo un iniziale successo. Paykull ordinò un contrattacco attraverso il centro dello schieramento svedese per prendere alle spalle e sul fianco le unità nemiche: sei squadroni sassoni attraversarono il centro dello schieramento nemico e si diressero improvvisamente contro il fianco del Reggimento Upplands, mettendolo subito in difficoltà; gli svedesi del Reggimento Östgöta tentarono un contrattacco caricando il nucleo centrale dello schieramento dei sassoni, che tuttavia furono capaci di resistere abbastanza a lungo per permettere ai polacchi di riorganizzarsi. La cavalleria polacca lanciò subito un contrattacco assalendo sul fianco e sul retro il Reggimento Östgöta impegnato sul fronte contro i sassoni, ma sorprendentemente gli svedesi in pesante inferiorità numerica riuscirono ad attaccare con tale ferocia che i sassoni furono costretti a ritirarsi e riorganizzarsi.
Il Reggimento Upplands sulla sinistra riuscì a resistere agli attacchi sul fianco lanciati dai sassoni e, insieme al Reggimento Östgöta, rinnovò i suoi assalti frontali contro il nemico; il distaccamento di fanteria si unì alla lotta lanciando un attacco a sorpresa contro i sassoni intenti a raggrupparsi, e ben presto l'intera armata alleata fu messa in rotta abbandonando il campo di battaglia. Gli svedesi ebbero circa 150 morti e 150 feriti, mentre i polacco-sassoni lasciarono sul campo 500 morti e 1 000 feriti; altri 300 polacchi annegarono nella Vistola durante il disordinato ripiegamento intrapreso sotto i colpi del Reggimento Smålands. Tra i prigionieri vi fu lo stesso Paykull: poiché la Livonia era un possedimento svedese, il generale fu condannato a morte per tradimento e giustiziato poi a Stoccolma il 4 febbraio 1707. Gli svedesi si impossessarono poi di una serie di importanti documenti che svelarono loro l'intero piano dei coalizzati: Carlo XII fu quindi in grado di organizzare un contrattacco ai danni dei russi avanzanti da est, mentre con Varsavia ormai sicura Stanislao Leszczyński fu formalmente incoronato re della Confederazione polacco-lituana il 4 ottobre 1705.